# جون ويلفريد كينيدي
جون ويلفريد كينيدي هو سياسي كندي، ولد في 10 أكتوبر 1879، وتوفي في 19 نوفمبر 1949. انتخب عضو مجلس العموم الكندي.